# Pablo Maria Guzmán Figueroa
Pablo Maria Guzmán Figueroa (25 septembre 1897 - 17 février 1967) est un prêtre catholique mexicain, fondateur des sœurs missionnaires eucharistiques de la Sainte Trinité.
Missionnaire réputé dans la région de Mexico, c'est pour répondre aux besoins de l'évangélisation de son époque qu'il fonda l'Institut des Missionnaires eucharistiques de la Sainte-Trinité, et une branche laïque, les Missionnaires auxiliatrices filles de Marie. Il se préoccupa notamment de l'éducation chrétienne de la jeunesse, développa son œuvre missionnaire en Amérique et en Asie, et fut reconnu comme un maître de vie spirituelle. Restant un prêtre simple, il s'écarta volontairement et ne prit aucunement part à la direction des instituts qu'il avait fondé. 
Il est reconnu vénérable par l'Église catholique.

## Biographie

### Jeunesse et vocation

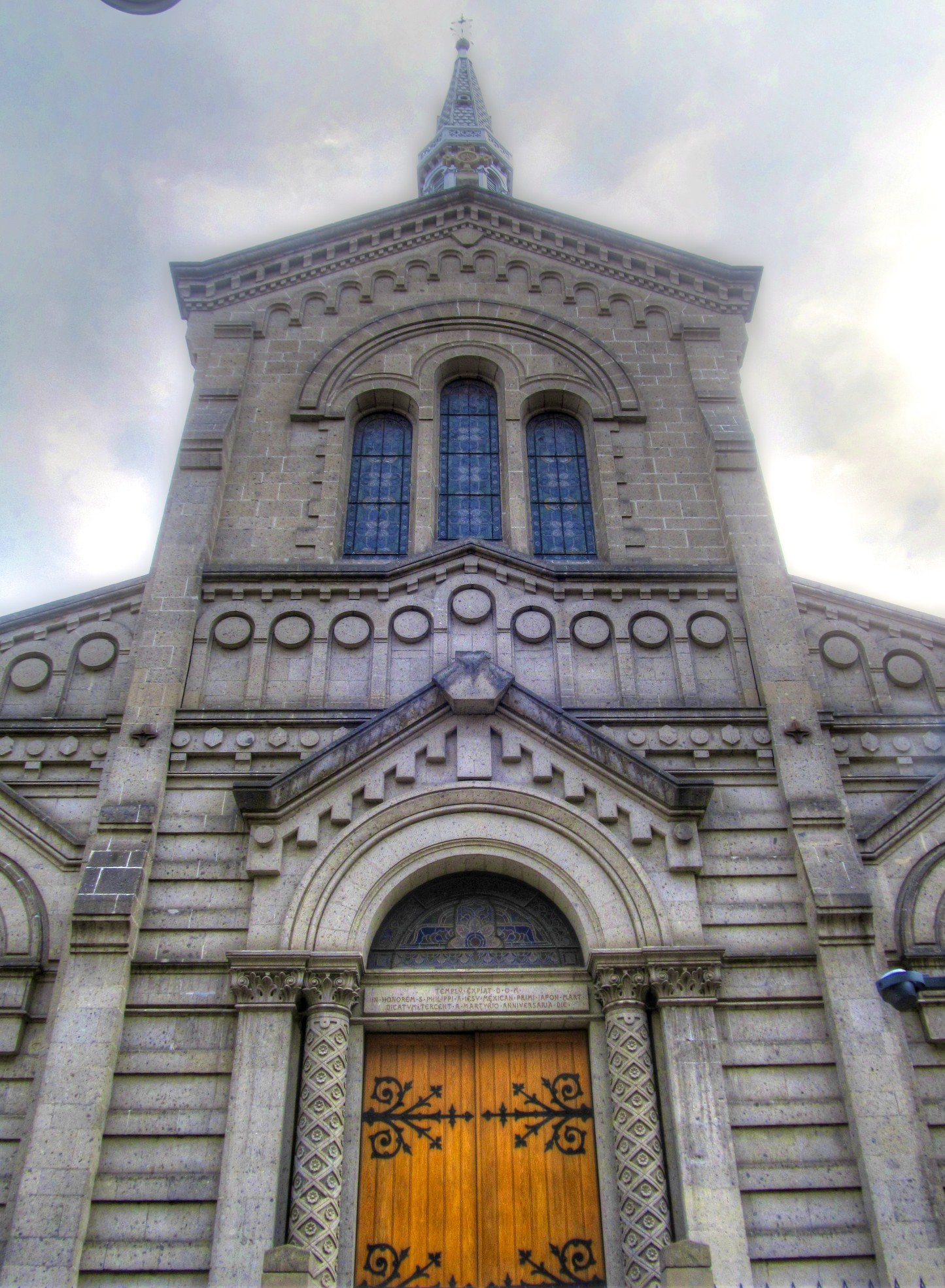
Templo San Felipe de Jesùs de Mexico

Pablo Maria Guzmán Figueroa naît le 25 septembre 1897 à Cuanamuco, dans l'État de Guanajuato. Son enfance fut modeste mais il dira lui-même plus tard qu'elle fut heureuse. Il sera aussi élevé dans les préceptes de la foi catholique. De 1909 à 1911, il est télégraphe, exerce sa profession dans l'État du Querétaro, puis se tourne vers des études de pharmacie. Pablo pense alors à se marier et il se fiance avec María Esther López. 
Alors qu'il se prépare à se marier, il se sent appelé à la vie religieuse. Après avoir mûri sa réflexion, il rompt ses fiançailles et entre chez les Missionnaires du Saint-Esprit à Mexico. Il est accueilli par le fondateur, le père Félix de Jésus Rougier, dans la maison adjacente au Templo San Felipe de Jesùs. Celui-ci sera son directeur spirituel pour de nombreuses années et lui sera d'une grande aide dans son cheminement spirituel et dans sa vie religieuse. 
Pablo fait sa profession religieuse le 16 juin 1921 et il est ordonné prêtre le 29 septembre 1933. Ayant centré sa vie spirituelle sur une dévotion particulière pour l'eucharistie, c'est avec grand soin qu'il se prépara à célébrer sa première messe, quelques jours après son ordination.

### Fondation
Devenu missionnaire dans la région de Mexico, il se lance dans un fructueux ministère de prédicateur. Il met beaucoup d'énergie dans cette tâche après les désastres causés par les persécutions menées par l'Etat anticlérical, qui avait engendré la guerre des Cristeros. Suivant les conseils du Père Rougier, Pablo Maria Guzmán Figueroa centrait les missions populaires qu'il organisait autour des thèmes du Saint-Esprit notamment, comme moyen d'une nouvelle évangélisation. De partout, on le surnommait le "missionnaire de l'Esprit-Saint".
Après avoir rencontré des difficultés, Pablo parvient à ouvrir le premier centre de l'Apostolat de la Croix à Guadalajara, en 1936. Ouvert à tous, ces centres de vie spirituelle se répandront dans l'ensemble du Mexique et dans le reste de l'Amérique latine.
Afin de poursuivre son œuvre missionnaire et de l'établir d'une manière plus concrète et plus étendue, il projette de créer une congrégation religieuse. Le 20 novembre 1936, c'est avec Enriqueta Rodríguez Noriega qu'il fonde l'Institut des Missionnaires eucharistiques de la Sainte-Trinité, et en décembre 1937, la branche laïque : les Missionnaires auxiliaires filles de Marie. La vocation de ces instituts religieux : "Adorer le Christ en Esprit et en Vérité". Les activités sont nombreuses : formation chrétienne des enfants, organisation de retraites spirituelles, collaboration à la vie paroissiale et aux missions populaires, aide aux plus pauvres et aux malades. 

### Missionnaire en Amérique et en Asie
Le père Pablo Maria Guzmán Figueroa étend son travail dans différents pays d'Amérique latine. Après avoir fondé une maison de son institut au Pérou, il devient le directeur spirituel du séminaire de Lima, où il exercera une grande influence sur les étudiants. Dans le même temps, c'est avec l'encouragement du pape Pie XII qu'il fonde implante ses instituts en Bolivie.
Outre l'Amérique latine, c'est par deux voyages qu'il ira aussi implanter son œuvre au Japon, en 1952 et en 1959, puis en Chine et aux États-Unis dans les années 1960. 
Malgré la croissance de sa congrégation religieuse, il s'écarta volontairement de la direction de celle-ci. S'illustrant comme un prêtre désintéressé, il vécut dans l'austérité et la prière, parcourant les continents américain et asiatique pour prêcher et encourager ses religieuses. Devenu un maître de vie spirituelle reconnu, il multiplie les voyages, écrit et apparaît même à la télévision. Sa renommée lui donne la possibilité de fonder des collèges à Tampico, Veracruz, Mexicali, Mexico, en Bolivie et au Pérou. 
Lorsque les instituts connurent des crises, c'est par humilité qu'il n'intervint pas directement mais les soutint seulement par la prière et s'offrit en sacrifice. Les dernières années de sa vie, il se retira de plus en plus de la vie publique. Il se donna pleinement dans la vie contemplative, recevant ceux qui recherchait ses conseils et ses prières. Après s'être préparé sereinement à la mort, il mourut avec une grande réputation de sainteté, le 17 février 1967 à Mexico.

## Vénération

### Béatification

#### Enquête sur les vertus
La cause pour sa béatification et canonisation débute en 1993 au sein de l'archidiocèse de Mexico. En 2011, la phase diocésaine est clôturée et la cause est transmise à Rome pour y être étudiée par la congrégation pour les causes des saints.
Le 14 juin 2015, le pape François reconnaît l'héroïcité de ses vertus et le déclare vénérable.

## Citations
- « Ayant goûter ton amour mon Jésus, je suis prêt à supporter tous les sacrifices »
- « Ma mission au sein de l'Église et de ma congrégation est d'être “gratitude”, d'être la pratique et la prédication »